# Aller (rivier)
De Aller is een zijrivier van de Wezer in de Duitse deelstaten Saksen-Anhalt en Nedersaksen. Zij is 263 km lang en heeft een stroomgebied van ongeveer 15.600 km².

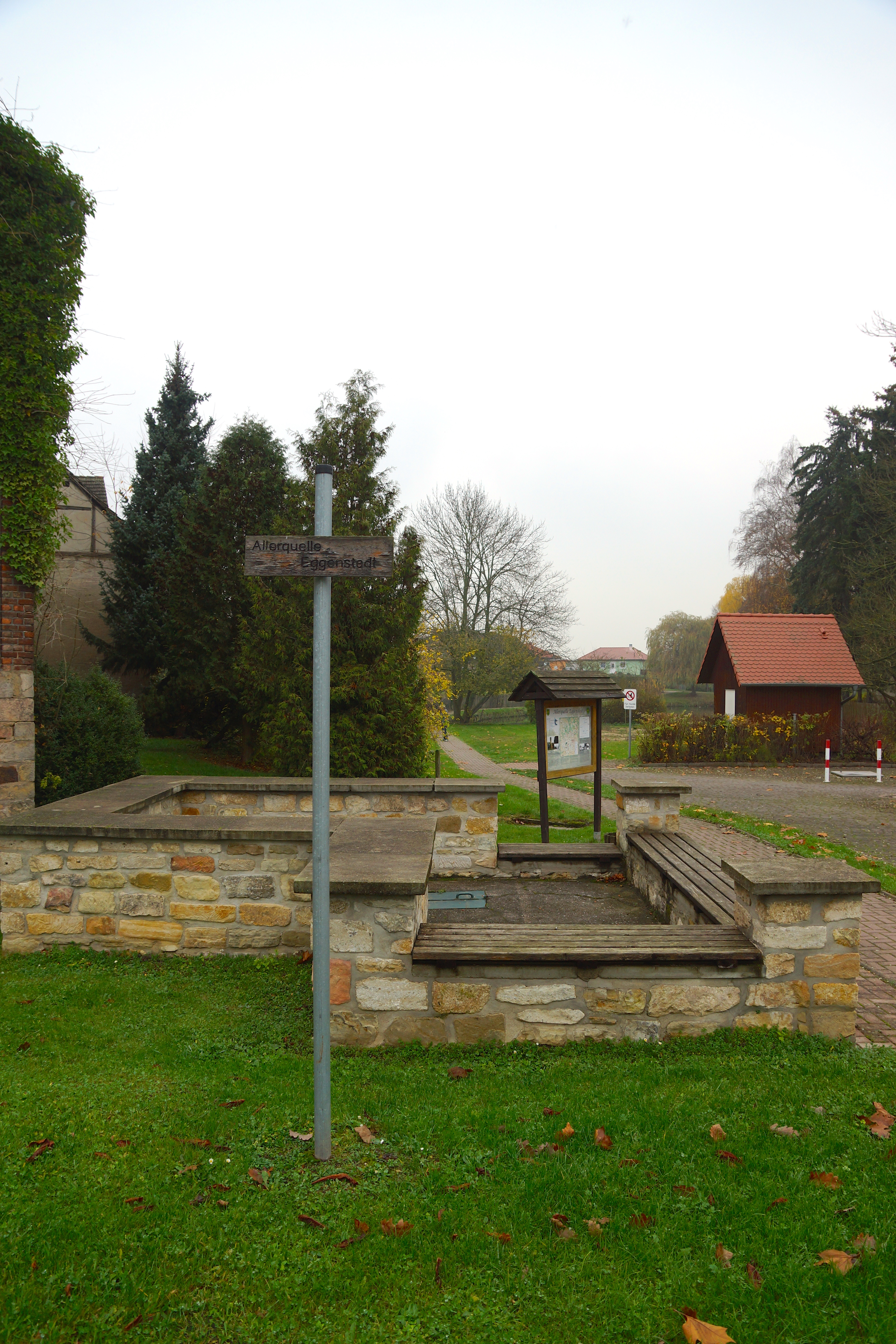
Bron van de Aller in Eggenstedt

De bron van de Aller bevindt zich in Eggenstedt, ten westen van Maagdenburg. De rivier stroomt in westnoordwestelijke richting en passeert op weg naar de Wezer steden als Wolfsburg, Celle en Verden. De rivier is vanaf Celle bevaarbaar (117 km) en mondt even voorbij Verden in de Weser uit. De scheepvaart op de rivier, die in de periode 1910-1970 vanwege de vervoersbehoefte door aardolie- en kaliwinning in Wietze en nabij Celle van groter belang was dan na 1970, is nagenoeg geheel beperkt tot rondvaartboten en pleziervaart.
De Aller is de waterrijkste zijrivier van de Wezer en verzorgt, via zijrivieren als de Oker en de Leine, de afwatering van het grootste deel van de Harz. Deze beide grootste zijrivieren (de Leine is langer dan de Aller zelf) monden van links in de Aller uit, respectievelijk bij Müden en bij Schwarmstedt. Een andere wat grotere zijrivier van links is de 100 km lange Fuhse, die door Peine stroomt. Van rechts komen kleinere rivieren, die de afwatering van de Lüneburger Heide verzorgen. De langste hiervan is de 71 km lange Böhme, die o.a. langs Bad Fallingbostel en Soltau stroomt.
Met name de boven- en middenloop van de rivier worden omzoomd door gebieden, die sedert 1990 onder natuurbescherming zijn geplaatst, waaronder het weidevogel- en oeverreservaat Allerdreckwiesen ten noorden van de rivier bij Ahnsbeck.
De in dit artikel aangegeven coördinaten (lengte- en breedtegraden) zijn die van de monding.
Langs de Aller loopt de voor fietsers bewegwijzerde Aller-Radweg.
- Gemeinsame Normdatei: 4001254-2
- Virtual International Authority File: 234559793
- WorldCat: E39PBJdmgv9Xtrfkbtb3h8hfv3